# Olympische Sommerspiele 1928/Leichtathletik – 4 × 400 m (Männer)
Die 4-mal-400-Meter-Staffel der Männer bei den Olympischen Spielen 1928 in Amsterdam wurde am 4. und 5. August 1928 im Olympiastadion Amsterdam ausgetragen. 56 Athleten nahmen in 14 Staffeln teil.
Die Goldmedaille gewann die US-amerikanische Staffel in neuer Weltrekordzeit mit den Läufern George Baird, Fred Alderman, Emerson Spencer und Ray Barbuti.

Silber ging an Deutschland in der Besetzung Otto Neumann, Harry Werner Storz, Richard Krebs und Hermann Engelhard.

Bronze errang Kanada mit James Ball, Stanley Glover, Phil Edwards und Alex Wilson.

## Rekorde

### Bestehende Rekorde
| Weltrekord         | 3:16,0 min | USA (Commodore Cochran, William Stevenson, Oliver MacDonald, Alan Helffrich) | Finale OS Paris. Frankreich | 13. Juli 1924 |
| Olympischer Rekord | 3:16,0 min | USA (Commodore Cochran, William Stevenson, Oliver MacDonald, Alan Helffrich) | Finale OS Paris. Frankreich | 13. Juli 1924 |

### Rekordverbesserung
Die siegreiche Staffel der Vereinigten Staaten (George Baird, Fred Alderman, Emerson Spencer, Ray Barbuti) verbesserte den bestehenden olympischen und gleichzeitig Weltrekord im Finale am 5. August um 1,8 Sekunden auf 3:14,2 min.

## Durchführung des Wettbewerbs
Die Staffeln traten am 4. August zu drei Vorläufen an. Die jeweils zwei besten Mannschaften – hellblau unterlegt – qualifizierten sich für das Finale, das am 5. August ausgetragen wurde.

## Vorläufe
Datum: 4. August 1928
Es sind nicht alle Zeiten überliefert.

### Vorlauf 1
| Platz | Staffel | Besetzung                                                              | Zeit       | Anmerkung |
| ----- | ------- | ---------------------------------------------------------------------- | ---------- | --------- |
| 1     | USA     | George Baird Fred Alderman Emerson Spencer Ray Barbuti                 | 3:21,4 min |           |
| 2     | Kanada  | James Ball Stanley Glover Phil Edwards Alex Wilson                     | 3:22,0 min |           |
| 3     | Ungarn  | Mór Gerő László Magdics László Barsi Antal Odri                        | 3:23,2 min |           |
| 4     | Polen   | Feliks Malanowski Zygmunt Weiss Stefan Kostrzewski Klemens Biniakowski | 3:24,2 min |           |
| 5     | Belgien | Philippe Coenjaerts Émile Vercken François Prinsen Émile Langenraedt   | k. A.      |           |

### Vorlauf 2
| Platz | Staffel            | Besetzung                                                                 | Zeit       | Anmerkung |
| ----- | ------------------ | ------------------------------------------------------------------------- | ---------- | --------- |
| 1     | Deutsches Reich    | Otto Neumann Harry Werner Storz Richard Krebs Hermann Engelhard           | 3:20,8 min |           |
| 2     | Schweden           | Björn Kugelberg Bertil von Wachenfeldt Erik Byléhn Sten Pettersson        | 3:21,2 min |           |
| 3     | Königreich Italien | Giacomo Carlini Luigi Facelli Guido Cominotto Ettore Tavernari            | 3:22,6 min |           |
| 4     | Niederlande        | Andries Hoogerwerf Adriaan Paulen Harry Broos Rinus van den Berge         | k. A.      |           |
| 5     | Tschechoslowakei   | Johann Bartl Karel Kněnický Vilém Šindler Jaroslav Vykoupil               | k. A.      |           |
| 6     | Griechenland       | Stelios Benardis Renos Frangoudis Vangelis Moiropoulos Vasilios Stavrinos | k. A.      |           |

### Vorlauf 3
| Platz | Staffel        | Besetzung                                                         | Zeit       | Anmerkung |
| ----- | -------------- | ----------------------------------------------------------------- | ---------- | --------- |
| 1     | Großbritannien | Roger Leigh-Wood William Craner John Rinkel Douglas Lowe          | 3:20,6 min |           |
| 2     | Frankreich     | Georges Krotoff Joseph Jackson Georges Dupont René Féger          | 3:23,0 min |           |
| 3     | Mexiko         | Alfonso García José Lucílo Iturbe Jesús Moraila Víctor Villaseñor | 3:23,4 min |           |

## Finale
Datum: 5. August 1928
| Platz | Staffel         | Besetzung                                                          | Zeit       | Anmerkung |
| ----- | --------------- | ------------------------------------------------------------------ | ---------- | --------- |
| 1     | USA             | George Baird Fred Alderman Emerson Spencer Ray Barbuti             | 3:14,2 min | WR        |
| 2     | Deutsches Reich | Otto Neumann Harry Werner Storz Richard Krebs Hermann Engelhard    | 3:14,8 min |           |
| 3     | Kanada          | James Ball Stanley Glover Phil Edwards Alex Wilson                 | 3:15,4 min |           |
| 4     | Schweden        | Björn Kugelberg Bertil von Wachenfeldt Erik Byléhn Sten Pettersson | 3:15,8 min |           |
| 5     | Großbritannien  | Roger Leigh-Wood William Craner John Rinkel Douglas Lowe           | 3:16,4 min |           |
| 6     | Frankreich      | Georges Krotoff Joseph Jackson Georges Dupont René Féger           | 3:19,4 min |           |

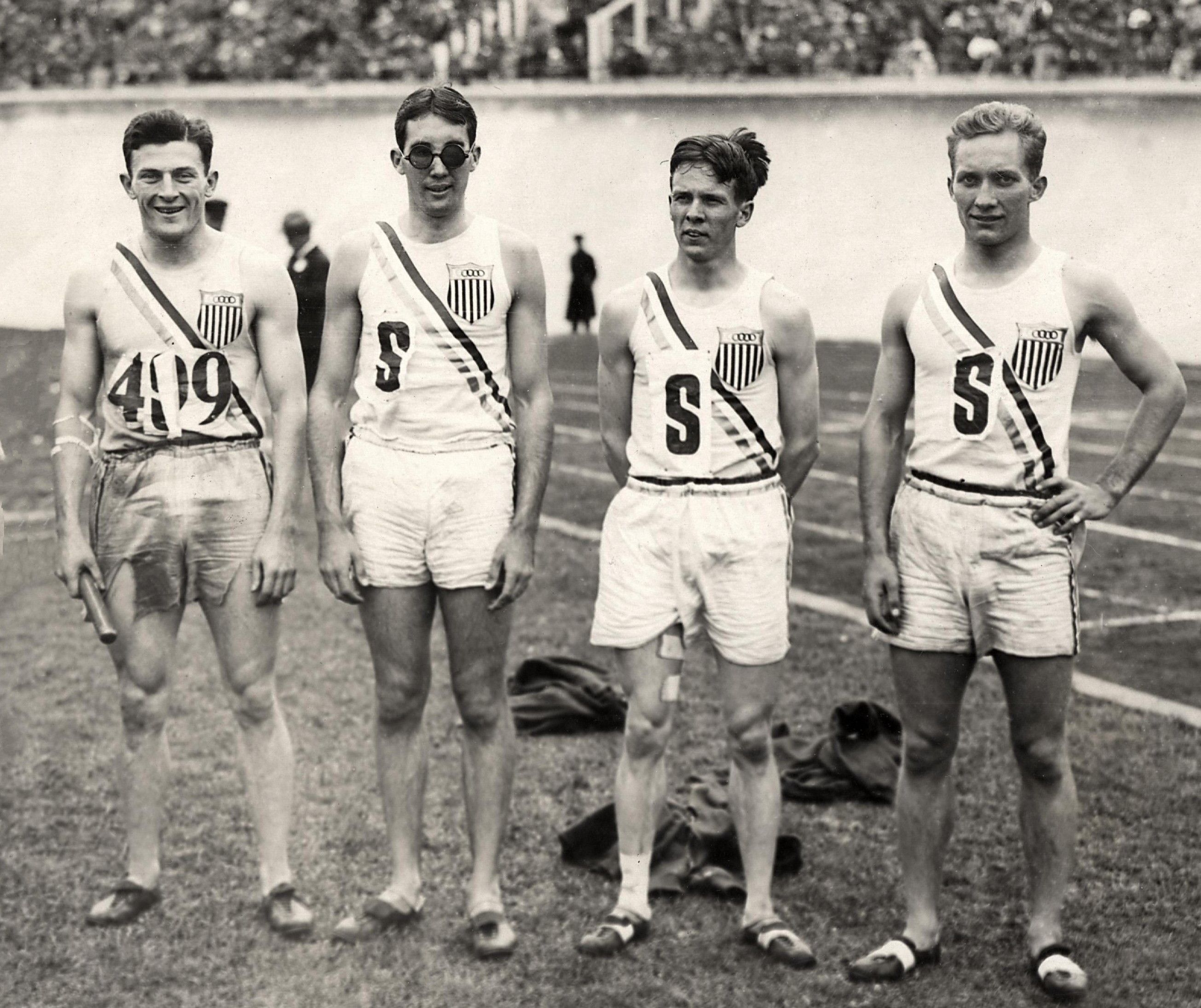
Die US-amerikanische Goldstaffel (v. l. n. r.): Ray Barbuti, Emerson Spencer, Fred Alderman und George Baird

Über 4-mal 400 Meter gab es auf den Plätzen eins und zwei dasselbe Ergebnis wie bereits über 4-mal 100 Meter. Allerdings sah der Rennverlauf ganz anders aus. Die US-Amerikaner waren von Anfang an die dominante Staffel und ließen keinen Zweifel aufkommen, wer gewinnen würde. Einen Zweikampf gab es um die Silbermedaille zwischen Deutschland und Kanada. Startläufer Otto Neumann wechselte auf Platz zwei knapp vor dem Kanadier Alex Wilson. Phil Edwards ging dann zunächst an Richard Krebs vorbei, der jedoch kurz vor dem Wechsel die zweite Position zurückerobern konnte. Harry Storz verteidigte diese Position gegen Stanley Glover, bevor sich der deutsche Schlussläufer Hermann Engelhard, Olympiadritter über 800 Meter, zum Rennende vom kanadischen Olympiazweiten über 400 Meter James Ball löste. Engelhard schien sogar noch einmal den US-Schlussläufer Raymond Barbuti angreifen zu können. Doch dieser beschleunigte ziemlich mühelos noch einmal und so waren die Medaillen verteilt. Mit 3:14,2 min gab es einen neuen Weltrekord für die USA, die ersten vier Staffeln unterboten den bis dahin bestehenden Weltrekord von 3:16,0 min.
Deutschland und Kanada gewannen die ersten Medaillen in dieser Disziplin.